# Јастреб гуштераш
Јастреб гуштераш или мишар гуштераш (лат. Kaupifalco monogrammicus) је врста птице грабљивице из породице јастребова. Насељава већи део Субсахарске Африке од Еритреје до Јужноафричке Републике.

## Опис
Јастреб гуштераш је мала здепаста птица грабљивица, чија дужина тела достиже 35–37 cm, а распон крила око 79 cm. Мужјаци у просеку теже 246 g, а женке 304 g. Перје горњих делова тела, главе и груди је сиво. Испод кљуна на грлу има усправну црну линију, по чему се разликује од свих других птица грабљивица. Трбух је пругаст црно-бео. Поткрилно перје је бело са црним врховима. Реп је црн, са белим врхом и једном белом пругом. Очи су тамноцрвенкастосмеђе. Восковица и ноге су наранџасто-црвенкасте. Полови се по изгледу не разликују значајно. Млади јастребови гуштераши изгледом подсећају на одрасле јединке, једине разлике су боја крила, која код младих птица има нијансу смеђе и боја ногу и восковице, које су светлије наранџасто-жућкасте.

## Распрострањеност и станиште
Јастреб гуштераш насељава Субсахарску Африку од Еритреје на северу до североисточног дела Јужноафричке Републике на југу. Бројна је врста у западној Африци, Зимбабвеу, Мозамбику и североисточној Намибији, у Боцвани и Јужноафричке Републици. Омиљено станиште су му влажне шумовите саване, нарочито оне у којим расту врсте дрвећа из рода миомбо (Brachystegia), ивице шума и шумовите обале река. Има га, нарочито зими, у сушним саванама у којима расту трновити жбунови у источној и средњој Африци.

## Исхрана
Главни плен су му бескичмењаци, гмизавци и сисари. Најбројнији плен су му скакавци и термити, по тежини то су глодари. Од гмизаваца омиљени плен су му гуштери из родова Mabuya и Agama, затим змије, а лови и жабе.

## Размножавање
Гнезди се од септембра до новембра. Моногамна је птица и парови често остају заједно до краја живота. Оба пола су укључена у прављење гнезда, које је мало и компактно, свијено од гранчица, на крошњама дрвећа, често на делу гране у близини стабла дрвета. Гнездо је обложено сувом травом, зеленим лишћем или лишајевима.
Као и неке друге птице грабљивице, јастреб гуштераш користи напуштена гнезда других птица. Када сам гради гнездо, гради га на нижем делу крошње, док се преузето напуштено гнедо може налазити и на вишим деловима крошње. Повремено, због заузимања напуштених гнезда долази у сукоб са кратконогим кобцем (Accipiter badius), јер је он сличне величине, насељава слично станиште и ареал.
У леглу се налази од 1 до 3 јајета, на којима лежи женка, до излегања долази након 32–34 дана. У овом периоду мужјак храни женку, а обоје хране птиће 40 дана након излегања. Птићи постају потпуно самостални након отприлике 90 дана.

## Таксономија
Према неким молекуларно филогенетским студијама јастреб гуштераш није блиско сродан врстама рода Buteo, већ врстама рода Accipiter. Којима је и морфолошки сличнији, на пример јастреб гуштераш има зашиљена и кратка крила.